# Mjölksyra
Mjölksyra eller ɑ-hydroxipropionsyra (kemisk formel: CH3CH(OH)COOH) är en karboxylsyra (α-hydroxisyra) som spelar en stor roll inom biokemi. Laktat är mjölksyrans konjugata bas.

## Historia
Mjölksyra upptäcktes första gången av den svenske kemisten Carl Wilhelm Scheele 1780, i samband med raffinering av sur mjölk. Dess struktur fastställdes av den tyske kemisten Johannes Wislicenus 1873.

## Egenskaper
Mjölksyra finns i två kirala isomerer: D-mjölksyra (även kallad R-mjölksyra och -mjölksyra och L-mjölksyra (även kallad S-mjölksyra och +mjölksyra). Var för sig har ämnena liknande fysikaliska egenskaper, men blandade 1:1 sjunker smältpunkten från 53 °C till 16,8 °C.

## Förekomst
Mjölksyrans konjugata bas laktat produceras i olika celler i kroppen, både under normal syretillgång men framförallt under otillräcklig syretillförsel (hypoxi).
Mjölksyra produceras bland annat i musklerna under hypoxia, vilket förr ansågs orsaka muskelsmärta vid hög ansträngning.
Vid låg syretillgång används glykolysen, som ej kräver syre,  mer än andra processer av cellandningen. En produkt av glykolysen är laktat. Eftersom denna är en svag bas motverkar den delvis pH-minskning. Det är istället vid användningen av ATP, vid låg syretillgång som pH-minskningen sker, detta kan leda till acidos. Dock är laktat en bra indikator inom medicin för potentiell pH-förändring, men ingen kausalitet har belagts.
Laktat användas i coricykeln för att tillverka glukos.
När bakterier av släktet Lactobacillus bryter ner mjölksocker (laktos) bildas både L- och D-mjölksyra. Det är sådana bakterier som gör att gammal mjölk surnar och som har gett mjölksyran dess namn.
Mjölksyra förekommer också i vin som genomgått malolaktisk jäsning.
Mjölksyrans salter kallas laktater.

## Framställning
Den mjölksyra som finns i många av de mjölkprodukter som säljs idag har inte bildats genom naturlig surning utan är tillsatt vid tillverkningen. Sådan mjölksyra tillverkas inte av mjölk utan av melass eller stärkelse från majs eller potatis. Därför kan även veganska produkter innehålla mjölksyra.

## Användning
Mjölksyra ingår i många mjölkprodukter som till exempel yoghurt, filmjölk, kefir med flera. Mjölksyran får proteinet kasein att koagulera vilket ger sura mjölkprodukter dess typiska tjockflytande konsistens.
Mjölksyra spelar en viktig roll vid många former av fermentering som används som konserveringsmetod av mat eller vid framställning av ensilage.
Som konserveringsmedel och surhetsreglerande medel i livsmedel betecknas mjölksyra med E-nummer 270. Dess farmakopénamn är acidum lacticum.
Mjölksyra används inom kommersiell och medicinsk hudvård för att exfolierar hud och ta bort förhårdnader, jämna ut texturer och rena porer. Mjölksyra sägs förminska mörka ringar under ögonen.